# Coton in the Elms
Coton in the Elms ist ein Dorf und ein Civil Parish in der englischen Grafschaft Derbyshire. Mit 113 km (70 Meilen) Entfernung zur Küste ist es der Ort im Vereinigten Königreich, der am weitesten von der Küstenlinie entfernt liegt. Laut der Volkszählung von 2011 lebten 896 Menschen im Parish. Coton in the Elms liegt etwa neun Kilometer südlich von Burton upon Trent und etwa zwölf Kilometer nördlich von Tamworth.
Gut einen Kilometer südöstlich des Orts befindet sich die Church Flatts Farm, die vom Ordnance Survey als der am weitesten vom Meer entfernte Punkt Großbritanniens festgestellt wurde.

## Geschichte

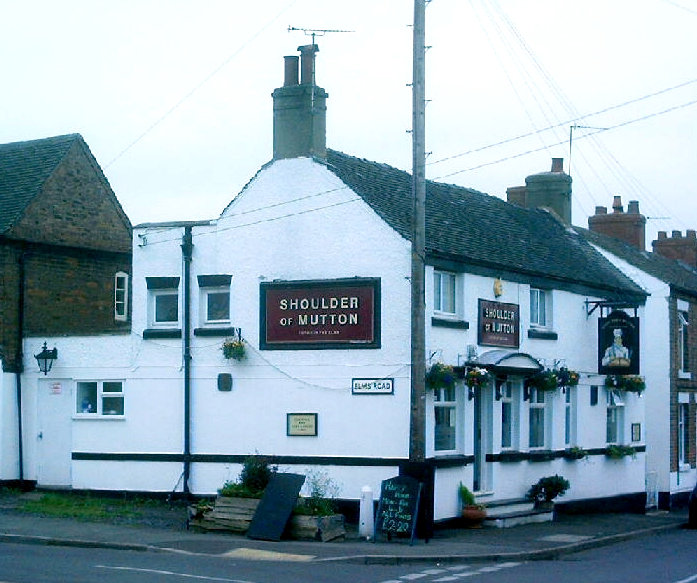
Der ehemalige Pub Shoulder of Mutton (vor dem Umbau)

Coton wurde bereits vor über tausend Jahren erwähnt, als 942 Ländereien an Wulfrige den Schwarzen übertragen wurden. Es befindet sich am sogenannten Walton Way, einem Salzhandelsweg, der im nahegelegenen Walton-on-Trent seinen Anfang hat.
Coton in the Elms wird auch im Domesday Book im Abschnitt „The Lands of the Abbey of Burton“ erwähnt, wo es Cotes genannt wird.
Durch die Übertragung der Ländereien an Wulfrige the Black entstand ein großes Anwesen, zu dem mehrere Dörfer der Gegend gehörten. Coton scheint das Zentrum dieses Anwesens gewesen zu sein und eine Wegkreuzung, denn es gibt eine alte Straße, die von Tamworth durch Coton und nördlich Richtung Burton upon Trent führt. Zur Entstehungszeit des Domesday Book gehörte ein Teil des Landes bei Coton der Burton Abbey, das vorher König Wilhelm I. wegen der von Morcar angeführten Rebellion besetzt hatte.
Das Zentrum der rautenförmig angelegten Straßen bildet ein kleiner Dorfanger. Der ursprüngliche Verlauf des Walton Way befand sich vermutlich an der südwestlichen Ecke der Straßen, denn dort führt die Straße an der Kirche und der Church Farm vorbei. Nordöstlich des Dorfes hatte die Kohlemine eine wichtige wirtschaftliche Bedeutung, woran der Straßenname Coalpit Lane erinnert.
Die heutige zur Church of England gehörende Kirche St. Mary wurde von 1844 bis 1847 von Henry Isaac Stevens erbaut. Sie hat einen schmalen Turm auf der Westseite mit einer zurückgesetzten Spitze. Es heißt, die Glocken der alten Kirche seien, als diese baufällig wurde, ins benachbarte Lullington überführt worden. Wenn der Wind aus der richtigen Richtung weht, sollen die Einwohner Cotons so heute noch ihre alten Glocken hören können.
Als die alte Methodistenkapelle in der Chapel Street zu klein wurde, baute man 1944 in der (heutigen) Burton Road eine neue Kapelle. Das ältere Gebäude fand weitere Verwendung als Gemeindesaal (Coton Parish Hall) und wurde auch als band room bekannt, da es viele Jahre von einer Musikgruppe genutzt wurde. Diese leitete ein Mr. Coates, der auch der örtliche Posthalter war. Die neue Kapelle wurde bis 2002 für kirchliche Zwecke genutzt und ist heutzutage ein Privathaus, das noch Chapel House genannt wird.
In der Vergangenheit waren Landwirtschaft und Bergbau die Haupteinnahmequelle für die Einwohner, die Minen sind heute jedoch alle geschlossen. Viele der heutigen Bewohner pendeln in die größeren Städte der Umgebung wie Burton upon Trent, Swadlincote und Tamworth.
In Coton in the Elms gibt es zwei Pubs. Das Black Horse wurde 2009 renoviert. Die Geschichte des Queen’s Head Inn geht zurück bis ins 17. Jahrhundert, in einem Teil der Räumlichkeiten gab es früher einen Laden. Ein weiterer Pub, der Shoulder of Mutton, wurde 2010 geschlossen und anschließend in ein Wohnhaus umgebaut.

## Entfernung zum Meer

### Größte Entfernung bei Ebbe
Südöstlich des Dorfes liegt Church Flatts Farm, die vom Ordnance Survey als der Punkt Großbritanniens berechnet wurde, der bei Ebbe am weitesten vom Meer entfernt ist. Die exakte Position lautet 52° 43′ 36″ N, 1° 37′ 12″ W.
Diese Position in Coton wurde ausgewählt, da sie zu mehreren Punkten an der Küste die gleiche Entfernung hat. Dies sind der Fosdyke Wash in Lincolnshire; White Sands zwischen Neston in Cheshire und Flint in Wales sowie Westbury-on-Severn in Gloucestershire, die alle 113 km (70 Meilen) von Coton entfernt liegen.

### Geringste Entfernung bei Flut
Die nächstgelegene Stelle, die der Tidenhub erreicht, ist 72 km (45 Meilen) von Coton entfernt. Sie befindet sich auf dem River Trent nördlich von Newark-on-Trent in Nottinghamshire bei der Schleuse Cromwell Lock.

## Persönlichkeiten
- Nigel Sims (1931–2018), Torwart bei den Wolverhampton Wanderers und bei Aston Villa.